# Coc borratxo
El coc borratxo, també conegut simplement com a borratxo, és un pastís de la gastronomia dels Països Catalans consistent bàsicament en un pa de pessic que, després d'haver estat cuit, s'empapa d'una solució de xarop i un licor. S'obté així un pastís molt sucós i perfumat. Es pot fer casolà, però és també molt habitual comprar-lo a talls a les fleques i pastisseries.
Preparacions d'aquest tipus existeixen també en altres cuines, per exemple el babà al rom, etc.